# Sabina Aliyeva
Sabina Yashar gizi Aliyeva (en azerí: Səbinə Yaşar qızı Əliyeva; Bakú, 7 de mayo de 1980) es Defensora del Pueblo de Azerbaiyán desde 2019.

## Biografía
Sabina Aliyeva nació el 7 de mayo de 1980 en Bakú. Terminó la escuela secundaria N.º 8 en Bakú. En 1996 se ingresó en la Facultad de Derecho de la Universidad Estatal de Bakú y se graduó de esta universidad con notas distinguidas en 2000. En 2002 obtuvo una mastería en derecho constitucional de en la Facultad de Derecho de la Universidad Estatal de Bakú. En los años 2009-2012 estudió en el campo de relaciones internacionales de la Academia de Administración Pública de Azerbaiyán. Desde 2016 es doctora en Derecho. Defendió su tesis en la especialidad “Derecho Internacional; Derechos Humanos".
Sabina Aliyeva es casada y tiene dos hijos. Su esposo, Siyavush Novruzov, es miembro de la Asamblea Nacional de la República de Azerbaiyán.

## Carrera política
Desde 2000 ocupó diversos cargos en el Tribunal Constitucional de la República de Azerbaiyán. Desde 2015 fue jefa de Gabinete Adjunta del Tribunal Constitucional. Participó en varias conferencias en China, Austria, Reino Unido, Grecia, Alemania, Turquía y Francia.
El 21 de junio de 2016, por el orden del Presidente de Azerbaiyán, fue asesora estatal de tercer grado.
El 29 de noviembre, en la sesión plenaria ordinaria del Milli Majlis, Sabina Aliyeva fue elegida nueva Defensora del Pueblo de la República de Azerbaiyán.

## Premios y títulos
Por el orden del presidente de la República de Azerbaiyán, el 27 de junio de 2013, recibió la medalla "Distinción en el servicio público".